# الأزمة السياسية الرومانية 2021
بدأت أزمة سياسية في 1 سبتمبر 2021 في رومانيا بين الحزب التقدمي الليبرالي الوسطي والحزب الوطني الليبرالي، وكلاهما عضوين في حكومة سيتو جنبًا إلى جنب مع التحالف الديمقراطي للهنغاريين في رومانيا في ذلك الوقت بقيادة رئيس الحزب الوطني الليبرالي فلورين سيتو، عندما استدعى رئيس الوزراء اجتماعًا حكوميًا للموافقة على برنامج استثماري يُدعى رسميًا أنغيل ساليغني من شأنه أن يساعد في تنمية المساكن الرومانية، يليه الإطاحة بوزير العدل ستيليان إيون (الذي سماه الحزب التقدمي الليبرالي الوسطي) من قبل رئيس الوزراء سيتو وتسمية وزير الداخلية لوسيان بود (من الحزب الوطني الليبرالي) مكانه مؤقتًا.
انتقد الحزب التقدمي الليبرالي الوسطي بشدة برنامج أنغيل سالغيني (في إشارة إليه على أنه إساءة استخدام جديدة تمامًا للقاعدة 13) وإقالة وزير العدل ستيليان أيون، إذ قدم الحزب التقدمي الليبرالي الوسطي اقتراحًا بسحب الثقة من حكومة سيتو مع حزب التحالف من أجل وحدة الرومانيين المعارض وقالو إن إقالة حكومة سيتو هي الفرصة الوحيدة لرومانيا للعيش! وجميع الوزراء المنبثقين من الحزب التقدمي الليبرالي الوسطي استقالوا من تلقاء أنفسهم بحلول 7 سبتمبر، تلاها إقالة رئيس الوزراء فلورين سيتو لجميع وزراء الخارجية والمحافظين الذين عُيّنوا في مناصبهم من قبل الحزب التقدمي الليبرالي الوسطي في اليوم التالي. أدى ترشيح رئيس الوزراء سيتو إلى جانب الرئيس الحالي لودوفيك أوربان لرئاسة الحزب الوطني الليبرالي الذي سيُنتخب في مؤتمر في 25 سبتمبر إلى إطالة أمد الأزمة السياسية، إذ قدم سيتو شكوى إلى المحكمة الدستورية بشأن اقتراح سحب الثقة، والذي لن يُناقش إلا بعد انتخاب رئيس الحزب الوطني الليبرالي.
أصرّ دان بارنا، الرئيس المشارك للحزب، على فكرة أن الحكومة الائتلافية قد تستمر في الظروف التي لا يكون فيها سيتو رئيسًا للوزراء. واصل الحزب الوطني الليبرالي دعمه القوي لفلورين سيتو (الذي انتُخب لاحقًا رئيسًا للحزب) باعتباره المرشح الوحيد لمنصب رئيس الحكومة. كان الحزب الاشتراكي الديمقراطي مستعدًا للتصويت على أي اقتراح بحجب الثقة، كما كان ضد حكومة سيتو منذ بداية تشكيلها. وصف الرئيس كلاوس يوهانيس تحالف الحزب التقدمي الليبرالي الوسطي المزعوم مع حزب التحالف من أجل وحدة الرومانيين بأنه إهانة للرومانيين.

## الخط الزمني

### بداية الأزمة
كان من المقرر عقد اجتماع حكومي في 1 سبتمبر 2021، للموافقة على برنامج استثمارات جديد للتنمية المحلية للمساكن في رومانيا، بحيث تصل إلى معايير القرن الحادي والعشرين، المعروف باسم برنامج أنغيل ساليغني. سُمي على اسم المهندس الشهير بتصميم جسر فيتيس سيرنافودا للسكك الحديدية، المعروف الآن باسم جسر أنغيل سالغيني. كان يُعرف أحيانًا باسم بي إن دي إل 3. قاطع الحزب التقدمي الليبرالي الوسطي، عضو في الائتلاف الذي شكل حكومة سيتو الاجتماع، ما أدى إلى تأجيله. في وقت لاحق من ذلك اليوم، قرر رئيس الوزراء فلورين سيتو إقالة وزير العدل ستيليان أيون لرفضه الموافقة على برنامج أنغيل ساليغني وعين وزير الداخلية لوسيان بود بديلًا مؤقتًا. كان هذا بمثابة بداية أزمة سياسية بنجاح، وبذات الوقت دخول البلاد في الموجة الرابعة من جائحة كوفيد 19 الناجمة عن متغير دلتا. عقد اجتماع التحالف بعد أيام قليلة، ولكن لم يتوصل إلى توافق في الآراء. وذكر بود أنه في عهده لوزير العدل المؤقت، سيوافق على برنامج الاستثمار أنغيل سالينغي، مؤكدًا أن وزارته تعلن عن مشروعية المشروع وليس الفرصة.
في ذلك الوقت، كان حزب المعارضة الرئيسي في البرلمان الروماني، الحزب الاشتراكي الديمقراطي، يخطط بالفعل لحجب الثقة عن الحكومة بقيادة فلورين سيتو، لكنه لم يخطط لتقديمها حتى اجتذب ما لا يقل عن 234 برلمانيًا الذين كانوا يرغبون في إخراج مجلس الوزراء من مناصبهم (كما هو مطلوب بموجب المادة 113 من الدستور)، بعد أول اقتراح لسحب الثقة، فشلت الحركة ورفض سحب الثقة من حكومة سيتو في يونيو 2021، إذ كان فقط 201 صوتًا مع اعتماد سحب الثقة. صرّح النائب الأول لرئيس مديرية الأمن العام، سورين غريندانو، أن أي شخص يريد حل حكومة سيتو لن يوقع أي اقتراح آخر لحجب الثقة عن ذلك الذي قدمته مديرية الأمن العام، والذي كان سيُطلق عليه اسم أوقفوا الفقر، وزيادة الأسعار والعقوبات! تسقط حكومة سيتو!، في إشارة أيضًا إلى سجن رئيس الوزراء فلورين سيتو بسبب قيادته للسيارة بينما كان مخمورًا في الولايات المتحدة في عام 2001.
في 2 سبتمبر 2021، أعلن راري بوغدان أن المكتب الوطني الدائم للحزب الوطني الليبرالي صوّت بالإجماع على دعم فلورين سيتو المستمر كرئيس للوزراء.

### الحزب التقدمي الليبرالي الوسطي- حركة حجب الثقة
في 3 سبتمبر 2021، أعلن الحزب التقدمي الليبرالي الوسطي أنه قدم اقتراحه الخاص بسحب الثقة من الحكومة الذي كان عضوًا فيها، جنبًا إلى جنب مع حزب المعارضة الآخر في البرلمان، التحالف من أجل وحدة الرومانيين (AUR)، كان عنوان الاقتراح «إن إقالة حكومة سيتو هي الفرصة الوحيدة لرومانيا للعيش!». ورد الحزب الاشتراكي الديمقراطي بالقول إنه سيصوت على أي اقتراح بتوجيه اللوم ضد حكومة سيتو. من ناحية أخرى، استجاب رئيس الوزراء سيتو بطلب الاستقالة الفخرية لجميع وزراء الحزب التقدمي الليبرالي الوسطي، مشيرًا في بيان صحفي إلى أن الأزمة كانت ستنتهي بالفعل إذا شارك الحزب التقدمي الليبرالي الوسطي في حوار مع شركائه الآخرين في التحالف واقترح وزيرًا جديدًا للعدل. ليحل محل لوسيان بود بعد الإطاحة بستيليان إيون، وأنه سيتواصل مع زعماء الاتحاد الأوروبي والولايات المتحدة بشأن تحالف الحزب التقدمي الليبرالي الوسطي السام مع حزب متطرف يعمل ضد الإرادة من الرومانيين بحسب رئيس الوزراء. في نفس اليوم، في الاجتماع الحكومي المؤجل الذي كان من المقرر عقده في 1 سبتمبر جرت الموافقة على برنامج الاستثمار أنغيل ساليغني في غياب وزراء الحزب التقدمي الليبرالي الوسطي.
في 4 سبتمبر، انتقد الرئيس كلاوس يوهانيس الإجراءات الأخيرة ضد الحكومة من قبل الحزب التقدمي الليبرالي الوسطي، ووصف تحالفها المزعوم المناهض للحكومة مع حزب التحالف من أجل وحدة الرومانيين بأنه إهانة للرومانيين الذين قرروا في الانتخابات التشريعية الرومانية لعام 2020 الاتجاه الذي يجب أن تسلكه رومانيا، وطلب الحزب التقدمي الليبرالي الوسطي بمفرده ليقيم جيدًا آثار الارتباط بالأهداف التي تروج لها حزب التحالف من أجل وحدة الرومانيين والعودة إلى طاولة الحوار مع بقية الائتلاف الحاكم لإيجاد حل لفك الوضع الحكومي. في بيان صحفي آخر خلال زيارة رسمية لسويسرا في 9 سبتمبر، لم يعتبر الرئيس يوهانيس أن القضية الحكومية في رومانيا مثيرة للقلق. صرح الرئيس المشارك لـ الحزب التقدمي الليبرالي الوسطي داسيان سيولس أن حزبه ليس ولن يكون لديه مشروع سياسي مع حزب التحالف من أجل وحدة الرومانيين.

### انفصال التحالف الحكومي
أدت الفضائح والأزمة السياسية المستمرة والمتطورة إلى إعلان الرؤساء المشاركين للحزب التقدمي الليبرالي الوسطي، دان بارنا وداسيان سيولو في 6 سبتمبر 2021 أن جميع أعضاء الحزب التقدمي الليبرالي الوسطي سيستقيلون بحلول 7 سبتمبر من مناصبهم الوزارية. قبل الفضيحة، كان لدى الحزب التقدمي الليبرالي الوسطي 7 وزراء من أصل 21، بما في ذلك وزارات النقل والصناديق الأوروبية والاقتصاد والعدل والصحة والبحوث، بينما كان دان بارنا (الحزب التقدمي الليبرالي الوسطي) أحد نواب رئيس الوزراء، والآخر هو رئيس التحالف الديمقراطي للهنغاريين في رومانيا، هونور كيلمن. كان لدى اتحاد القوى الديمقراطية المتحدة والشرطة الوطنية مجتمعة 13 وزارة، بينما تولى بوغدان أوريسكو المستقل المنصب الوزاري المتبقي (منصب الشؤون الخارجية).